# Anita Martinac
Anita Martinac (djevojački Mihić, rođena 7. ožujka 1973. u Mostaru gdje živi i radi), hrvatska i bosanskohercegovačka književnica.

## Životopis
Diplomirala je na pravnom fakultetu Sveučilišta u Mostaru. Sudionica je Domovinskog rata, te nositeljica Spomenice Domovinskog rata i dvaju medalja Ljeto 95 i Oluja. Nakon desetljeća provedenoga u vojnoj službi, radila je i kao direktorica i grafička dizajnerica u SPRINT d.o.o., zatim kao konzultantica za ISO norme koje je implementirala u brojna poduzeća, te u državnoj službi Federalnog ministarstva financija, Aluminiju d.d. Mostar i trenutno obnaša dužnost savjetnice ministra u Ministarstvu za pitanja branitelja HNŽ. 
Poeziju piše od ranoga djetinjstva, objavljuje od srednjoškolskih dana, a pjesme su joj prevođene na španjolski, engleski, njemački i makedonski jezik. Objavljuje poeziju i prozu. Uz pisanje se rekreativno bavi i slikarstvom. Članica je Društva hrvatskih književnika te je predsjednica Južnohrvatskog ogranka DHK (od 2021.), a također je članica Društva hrvatskih književnika Herceg Bosne. Predsjednica je udruge "Središte Hrvatskog svjetskog kongresa za istraživanje posljedica totalitarizama" u BIH, Odjela Za Drugi svjetski rat i poraće HNS, braniteljskih udruga proisteklih iz Domovinskog rata, Hrvatske izvandomovinske lirike (u kojoj je mandat predsjednice obnašala od 2018. do 2020.), HKD Napredak Mostar te udruge Hrvatska žena, kao i drugih kroz koje djeluje humanitarnim karakterom i volontiranjem. Udana je i majka troje djece. 

## Do sada objavila - samo prva izdanja
- pjesme Krvari brig 1994.
- pjesme Ljubim te pjesmama 2012.
- pjesme U pogledu 2012.
- pjesme U susret Riječi 2013.
- pjesme Druga riječ je ljubav 2014.[4]
- roman Medaljon 2015.[5]
- audio recital ljubavne poezije uz glazbu (CD) Sretno Valentinovo 2015.[6]
- roman Posljednji 2016.[7]
- pjesme Budna 2017.
- roman Od Franje do Franje 2017.[8]
- novele Život nema naslova 2018.
- bajke Kako je Pjev naučio raditi 2019.[9]
- roman Grad bez ptica 2019.[10]
- pjesme Bijeli crescendo 2020.
- eseji (S)Misao knjige, (za)bilješke i (p)ogledi 2022.
- roman Zadnji, slovenski jezik 2022.

## Nagrade i priznanja
- Zlatna povelja Matice hrvatske za romane Medaljon, Posljednji i Od Franje do Franje, na Glavnoj skupštini 2018[11]
- Nagrada Utjecajna hrvatska žena za kulturu 2018. od Mreže hrvatskih žena (Croation Women's Network) pod pokroviteljstvom Predsjednice RH i Državnog ureda za Hrvate izvan RH
- Medalja "Oluja" Ministarstvo obrane Republike Hrvatske[1]
- Medalja "Ljeto 95" Ministarstvo obrane Republike Hrvatske[1]
- Spomenica Domovinskog rata, Ministarstvo obrane Republike Hrvatske

## ostale književne nagrade
- Prvonagrađena na književnom natječaju za kratku priču "Andrija Zeljko", 2022.[12]
- Prvonagrađena na književnom natječaju "Posavino, volim te kao majku", 2021.[13]
- Prvonagrađena na manifestaciji "Grah Ilije Ladina" za 2019.[14]
- Drugo nagrađena Književnom nagradom "Marko Martinović Car" za 2019.[14]
- Trećenagrađena za Međunarodnom susretu književnika „Trojica iz Gradišta“ 2018. za pjesmu Virtuozi naive.
- Priznanje za osvojeno drugo mjesto na VIII. večeri domoljubne poezije "Rasplamsaj oluju u pjesmi i srcu" u Zeljovićima 2017. godine
- Trećenagrađena na natječaju Kaštelanske storije u 2017., za priču "Jordan Viculin"[15]
- Prva nagrada na VII. danima pobijenih hercegovačkih franjevaca u 2017., za priču "Samo je želio učiti", za najbolje radove pristigle na Nagradni natječaj o pobijenim franjevcima[16]
- Prva nagrada "Kula" na manifestaciji "Dani Hercegovačkog ustanka u 2016." za najljepšu domoljubnu pjesmu, pjesma "Ovako više ne može i nećemo, pa makar svi izginuli"[17]
- Prva nagrada za najljepši književni uradak povodom 25 godina rada Matice hrvatske Čitluk u 2016,  pjesma "Svoj sam"
- Prva nagrada na pjesničkoj manifestaciji "Stijeg slobode", Knin - Pakoštane 2015. godine, za najljepšu domoljubnu pjesmu, pjesma "Vojnik u srcu"
- Priznanje za osvojeno drugo mjesto na VI. večeri domoljubne poezije "Rasplamsaj oluju u pjesmi i srcu" u Zeljovićima 2015. godine
- Druga nagrada "Fra Martin Nedić" za 2015 godinu,   za roman MEDALJON
- Nagrada na festivalu "Pjesmom protiv zaborava" Vukovarsko-srijemske županije za najbolju domoljubnu pjesmu, 2014.[2]
- Nagrada Matice hrvatske "Ilija Ladin" u Vitezu, 2013.
- Nagrada "Najljepše ljubavno pismo" od HT Mostar, 2013.
- Priznanje Matice hrvatske za najljepšu pjesmu povodom "Dana knjige", 1997.
- Priznanje za najljepšu pjesma na temu Zaštite okoliša od Op. konferencije Mostar, 1987.

## Vanjske poveznice
- Anita Martinac, spisateljica
- Anita Martinac, Službena stranica Društva hrvatskih književnika HercegBosne
- poskok.info – Anita Martinac i Hrvatsko proljeće u Jajcu  Arhivirana inačica izvorne stranice od 9. srpnja 2014. (Wayback Machine)
- HRsvijet.net – Anita Martinac: Srce hrvatsko
- Arhivirana inačica izvorne stranice od 29. siječnja 2020. (Wayback Machine)